# Dicranomyia (Zelandoglochina) paradisea paradisea
Dicranomyia (Zelandoglochina) paradisea paradisea is een ondersoort van de tweevleugelige Dicranomyia (Zelandoglochina) paradisea uit de familie steltmuggen (Limoniidae). De ondersoort komt voor in het Australaziatisch gebied.